# Раточина
Раточина (укр. Раточина, Раточинка) — река в Дрогобычском районе Львовской области Украины. Левый приток реки Тысменица (бассейн Днестра).
Длина реки 13 км, площадь бассейна 45 км². В верховьях река типично горная с V-образной долине, ниже долина трапециевидная. Русло слабоизвилистое. Пойма преимущественно двусторонняя.
Берёт начало в северо-восточных отрогах Восточных Бескид (Карпаты), на юго-восточных склонах горы Раточиназападнее города Борислав. Течёт преимущественно на северо-восток. Впадает в Тысменицу между селом Дережичи и городом Дрогобыч.
Река протекает через западную часть города Борислав — Баню Котовского.